# Natacha Muller
Natacha Muller est une actrice et directrice artistique française.
Spécialisée dans le doublage, elle est entre autres la voix française de Calista Flockhart, notamment dans le rôle de l'avocate Ally McBeal dans la série éponyme et la 2e voix de l'avocate Christine Blair dans la série Les Feux de l'amour.
À la télévision, elle a notamment joué le rôle de l'inspecteur Pauline Martin dans Les Cordier, juge et flic de 1992 à 1997.

## Théâtre
- 1995-1996 : Les Deux Timides d'Eugène Labiche, mise en scène Annabelle Roux, Théâtre de Nesle[1]

## Filmographie

### Télévision

#### Série télévisée
- 1992-1997 :  Les Cordier, juge et flic d'Alain Bonnot : l'inspecteur Pauline Martin (25 épisodes)

## Doublage
Sources : RS Doublage

### Cinéma

#### Films
- Melanie Lynskey dans (5 films) :
  - The Informant! (2009) : Ginger Whitacre
  - Escroc(s) en herbe (2010) : Colleen
  - Les Winners (2011) : Cindy
  - Jusqu'à ce que la fin du monde nous sépare (2012) : Karen
  - I Don't Feel at Home in This World Anymore (2017) : Ruth Kimke

- Heather Burns dans (4 films) :
  - Vous avez un message (1998) : Christina Plutzker
  - Miss Détective (2000) : Cheryl Frasier
  - L'Amour sans préavis (2002) : Meryl Brooks
  - Miss FBI : Divinement armée (2005) : Cheryl Frasier

- Alison Brie dans (4 films) : 
  - Scream 4 (2011) : Rebecca Walters
  - Célibataire, mode d'emploi (2016) : Lucy
  - Les Bonnes Sœurs (2017) : Alessandra
  - Horse Girl (2020) : Sarah

- Anna Faris dans :
  - Alvin et les Chipmunks 2 (2009) : Jeanette Miller (voix)
  - Alvin et les Chipmunks 3 (2011) : Jeanette Miller (voix)
  - Alvin et les Chipmunks : À fond la caisse (2015) : Jeanette Miller (voix)

- Kelly Reilly dans : 
  - Sherlock Holmes (2009) : Mary Morstan
  - Sherlock Holmes : Jeu d'ombres (2011) : Mary Morstan
  - Bastille Day (2016) : Karen Dacre

- Sarah Jessica Parker dans : 
  - Mars Attacks! (1996) : Natalie Lake
  - Séquences et Conséquences (2000) : Claire Wellesley

- Calista Flockhart dans : 
  - Ce que je sais d'elle... d'un simple regard (2000) : Christine Taylor
  - Fragile (2005) : Amy Nicholls

- Reese Witherspoon dans : 
  - Fashion victime (2002) : Melanie Carmichael
  - Un raccourci dans le temps (2018) : Mme Quiproquo

- Christina Vidal dans :
  - Freaky Friday : Dans la peau de ma mère (2003) : Maddie
  - Freaky Friday 2 : Encore dans la peau de ma mère (2025) : Maddie

- Fenella Woolgar dans :
  - Stage Beauty (2004) : Lady Meresvale
  - Vous allez rencontrer un bel et sombre inconnu (2010) : Jane

- Elisabeth Moss dans :
  - Où sont passés les Morgan ? (2009) : Jackie Drake
  - Freeway et nous (2012) : Grace Winter

- 1988 : La Nuit des démons : Judy Cassidy (Cathy Podewell)
- 1988 : Le Repaire du ver blanc : Eve Trent (Catherine Oxenberg)
- 1989 : Il était une fois Broadway : Lovey Lou (Jennifer Grey)
- 1993 : Beethoven 2 : Regina (Debi Mazar)
- 1996 : Independence Day : Tiffany (Kiersten Warren)
- 1996 : Secrets et Mensonges : Roxanne Purley (Claire Rushbrook)
- 1996 : Taxi : Paz (Íngrid Rubio)
- 1997 : La Souris : April Smuntz (Vicki Lewis)
- 1998 : Perdus dans l'espace: Penny Robinson (Lacey Chabert)
- 1999 : Escapade à New York : Sheena (Cynthia Nixon)
- 2000 : Mais qui a tué Mona ? : Valerie Antonielli (Lisa Rieffel)
- 2000 : Bêtes de scène : Meg Swan (Parker Posey)
- 2001 : Angel Eyes : Candace (Kari Matchett)
- 2002 : Coup de foudre à Manhattan : Caroline Lane (Natasha Richardson)
- 2002 : La 25e Heure : Mary D'Annunzio (Anna Paquin)
- 2004 : Nobody Knows : Keiko, la mère (You)
- 2005 : Happy Endings : Mamie Toll (Lisa Kudrow)
- 2005 : Loverboy : Anita Biddle (Jessica Stone)
- 2005 : Feast : l'héroïne (Navi Rawat)
- 2006 : Affaire de femmes : Lisa Breaux (Rochelle Aytes)
- 2006 : Stick It : Mina Hoyt (Maddy Curley (en))[3]
- 2006 : Hood of Horror : Tiffany (Brande Roderick)
- 2007 : Protégé : Fan (Zhang Jingchu)
- 2008 : Rachel se marie : Emma (Anisa George)
- 2009 : The Lodger : Dr Jessica Westmin (Rebecca Pidgeon)
- 2010 : Bébé mode d'emploi : Victoria (Melissa Ponzio)
- 2011 : Le Casse de Central Park : Miss Lovenko (Nina Arianda)
- 2011 : Judy Moody et son été pas raté (en) : la maman (Janet Varney (en))
- 2012 : Psychic : Sarah Noble (Teri Polo)
- 2013 : La Voleuse de livres : Barbara Steiner (Carina Wiese)
- 2013 : Max Rose : Jenny Flowers (Illeana Douglas)[3]
- 2015 : Joy : Joan Rivers (Melissa Rivers (en))
- 2015 : Entourage : elle-même (Maria Menounos)
- 2016 : Bastille Day : Karen (Kelly Reilly)
- 2018 : Le 15 h 17 pour Paris : la professeure des écoles (Irene White)
- 2018 : Ruptures et Compagnie : Sepa (Celia Pacquola (en))
- 2019 : Les Coming Out : Perla (Candela Peña)
- 2020 : Bons Baisers du tueur (The Postcard Killings) de Janusz Kamiński : Nancy (Orla O'Rourke)
- 2022 : Il était une fois 2 : la jardinière (Fiona Browne)
- 2023 : Noise : Brenda (Mieke De Groote)
- 2023 : Fingernails (en) : ? ( ? )
- 2023 : Saltburn : Paula Quick (Dorothy Atkinson (en))
- 2024 : Comme un lundi : Seiko Kandagawa (Momoi Shimada)

#### Films d'animation
- 1987[4] : Les Aventures des Chipmunks : Jeanette
- 2000 : Le Gâteau magique : Ginger la souris[5]
- 2000 : Titanic, la légende continue[5] : Hortense Pickering, Winnie, la dalmatienne
- 2013 : Ma maman est en Amérique, elle a rencontré Buffalo Bill : la mère de Michèle
- 2019 : Dragons 3 : Le Monde caché : Griselda

### Télévision

#### Téléfilms
- Teri Polo dans (5 téléfilms) :
  - Pépillo, l'enfant du miracle (en) (2009) : Donna Stanhope
  - La Rançon d'une vie (2011) : Jayne Valseca
  - Une mère à la dérive (2014) : Brooke Holton
  - Une dernière chance pour l'amour (2015) : Chloe Baker
  - Amoureusement vôtre (2015) : Penny

- Bitty Schram dans :
  - Une fille à marier (2004) : Christine Bigbee
  - L'Étoffe d'un champion (2007) : Miss Nelson

- Kiersten Warren dans :
  - Aux portes du destin (2009) : Grace
  - Le cauchemar d'une disparue (2015) : Sylvia Knowles

- Katharina Marie Schubert (de) dans :
  - Jeux de rôles (2011) : Regieassistentin
  - Hedda (2016) : Thea
- Lauralee Bell dans :
  - Les malheurs de Ruby : Ruby (2021) : Daphne Dumas
  - Les malheurs de Ruby : Un nouvel éclat (2021) : Daphne Dumas

- 2000 : Haine et conséquences : Cathy Browning (Delma Walsh)
- 2000 : La Terre promise : Rebeccah jeune (Rachael Stirling)
- 2001 : Une baby-sitter trop parfaite : Rosalee (Sherrie Rose (en))
- 2002 : The Safe House : Fiona « Finn » MacKenzie (Kelly Reilly)
- 2003 : Alerte à la bombe : Jane Dreyer (Elizabeth Berkley)
- 2008 : 7 plans avant mes 30 ans : Jewel Baylor (Loretta Walsh)
- 2009 : Amour rime avec toujours : Lindsay Taylor (Katie Walder (de))
- 2009 : Les Murmures de Noël : Annette Krüger (Susann Uplegger (de))
- 2009 : Le Roman d'Enid Blyton : Dorothy Richards (Claire Rushbrook)
- 2010 : L'Impossible Pardon : Adele Graber (Kimberly Williams-Paisley)
- 2011 : La Vallée tranquille : Anna Huberty (Victoria Trauttmansdorff (de))
- 2012 : La Petite Lady : Lucille Ernest (Christiane Filangieri (it))
- 2012 : L'Enfant terrible : Susanne Oertel (Elisabeth von Koch (de))
- 2013 : À la recherche de l'esprit de Noël : Pam (Amanda Foreman)
- 2013 : Cœur de tonnerre : Cecile Von Hohenberg (Nadja Uhl)
- 2016 : Prisonnière d'une secte : Claire Elliott (Joanna Vanderham)
- 2021 : Scandales et privilèges : Regina (Marnie Mahannah)
- 2021 : Mon enfant différent : Frau Dreyer (Franziska Schlattner (de))
- 2022 : Nos pires voisines : Angela Samuels (Coley Campany)
- 2023 : Meurtre au manoir : Evie Frankle (Andrea Margaret Higgins)

#### Séries télévisées
- Stacy Edwards dans (8 séries) :
  - Chicago Hope : La Vie à tout prix (1997-1999) : Dr Lisa Catera (44 épisodes)
  - Boston Justice (2005) : l'inspecteur Chelios (saison 2, épisode 8)
  - The Unit : Commando d'élite (2008-2009) : Marian Reed (saison 4, épisodes 6 et 13)
  - Lie to Me (2009) : Dr Christina Knowlton (saison 1, épisode 6)
  - Terriers (2010) : Elizabeth « Beth » Komack (épisode 6)
  - Hawaii 5-0 (2011) : Rebecca Brown (saison 1, épisode 17)
  - La Loi selon Harry (2011) : Corinne Waters (saison 2, épisodes 2 et 3)
  - Murder (2014) : Gretchen Thomas (saison 1, épisode 8)

- Amanda Foreman dans (8 séries) :
  - Felicity (1998-2002) : Meghan Rotundi (69 épisodes)
  - What About Brian (2006-2007) : Ivy (17 épisodes)
  - Private Practice (2009-2011) : Katie Kent (5 épisodes)
  - Grey's Anatomy (2010) : Nora (saison 7, épisode 6)
  - Parenthood (2010-2012) : Suze Lessing (9 épisodes)
  - Criminal Minds: Suspect Behavior (2011) : Susan Laughlin (épisode 6)
  - Dr House (2011) : Olivia (saison 8, épisode 8)
  - The Catch (2016) : Susan Bailey (saison 1, épisode 3)

- Janel Moloney dans (8 séries) :
  - À la Maison-Blanche (1999-2006) : Donna Moss (150 épisodes)
  - Dr House (2008) : Maggie (saison 4, épisode 10)
  - Life on Mars (2009) : Pat Olsen (épisode 13)
  - The Good Wife (2013) : Kathy Eisenstadt (saison 5, épisode 3)
  - The Affair (2018-2019) : Ariel (saison 4, épisode 10 et saison 5, épisode 8)
  - Bull (2021) : l'agent Sutherland (saison 5, épisode 5)
  - FBI (2021) : Hannah Thompson (saison 4, épisode 8)
  - New York, crime organisé (2023) : le capitaine-adjoint Lillian Goldfarb (saison 3)

- Liza Lapira dans (8 séries) :
  - NCIS : Enquêtes spéciales (2006-2008) : l'agent Michelle Lee (12 épisodes)
  - New York, unité spéciale (2007) : Lu (saisons 8 et 9, 4 épisodes)
  - Dollhouse (2009-2010) : Ivy (10 épisodes)
  - Traffic Light (2011) : Lisa Reilly (13 épisodes)
  - Drop Dead Diva (2012) : Abby Halstead (saison 4, épisode 4)
  - Royal Pains (2013) : Erika Seelig (saison 5, épisode 1)
  - Unbelievable (2019) : Mia (mini-série)
  - Nancy Drew (2019-2021) : Victoria Fan (5 épisodes)

- Christina Brucato (zh) dans (6 séries) :
  - Chicago Med (2015-2016) : Claire Rhodes (saison 1)
  - Flash (2016) : Dr Lily Stein (saison 3, épisode 8)
  - Legends of Tomorrow (2016-2017) : Dr Lily Stein (7 épisodes)
  - Supergirl (2017) : Dr Lily Stein (saison 3, épisode 8)
  - The Walking Dead: World Beyond (2020) : Amelia Ortiz (saison 1, épisodes 1 et 5)
  - The Resident (2022) : Eliza Brockton (saison 5, épisode 16)

- Calista Flockhart dans (5 séries) :
  - Ally McBeal (1997-2002) : Ally McBeal (112 épisodes)
  - The Practice : Donnell et Associés (1998) : Ally McBeal[6] (saison 2, épisode 26)
  - Brothers and Sisters (2006-2011) : Kitty Walker (110 épisodes)
  - Supergirl (2015-2021) : Catherine « Cat » Grant (27 épisodes)
  - Feud (2024) : Lee Radziwill

- Melanie Lynskey dans (5 séries) :
  - The Shield (2003) : Marcy (saison 2, épisodes 3 et 7)
  - Mon oncle Charlie (2004-2015) : Rose (2e voix, saisons 2 à 12)
  - Young Sheldon (2021) : Pr Ericson (saison 4, épisodes 7 et 8)
  - Mom (2021) : Shannon (saison 8, épisode 18)
  - Yellowjackets (depuis 2021) : Shauna adulte

- Annie Parisse dans (4 séries) :
  - New York, police judiciaire (2005-2006) : Alexandra Borgia (33 épisodes)
  - The Big C (2010) : Daphne (saison 1, épisode 3)
  - Unforgettable (2011) : Elaine Margulies (saison 1, épisodes 2 et 5)
  - Person of Interest (2011-2016) : Kara Stanton (8 épisodes)

- Kate Dickie dans (4 séries) :
  - Game of Thrones (2011-2014) : Lysa Arryn (5 épisodes)
  - The Frankenstein Chronicles (2015) : Mme Bishop (saison 1, épisodes 4 et 6)
  - The Cry (2018) : Morven Davis (mini-série)
  - Small Axe (2020) : Miss Gill (mini-série)

- Dorothy Atkinson (en) dans (4 séries) :
  - Pennyworth (2019-2022) : Mary Pennyworth (30 épisodes)
  - Pistol (2022) : Sylvia Cook (mini-série)
  - The Gold : Le Casse du siècle (en) (2023) : Jeannie Savage (4 épisodes)
  - Stonehouse (2023) : Betty Boothroyd

- Brooke Nevin dans :
  - Breakout Kings (2011-2012) : Julianne Simms (23 épisodes)
  - Les Experts (2012-2015) : Maya Russell (4 épisodes)
  - Chicago Fire (2013) : Tara Little (saison 1)

- Lexa Doig dans :
  - Continuum (2012-2014) : Sonya Valentine (34 épisodes)
  - Virgin River (depuis 2019) : Paige Lassiter
  - Chair de poule (2023) : Sarah

- Jordana Brewster dans :
  - Chuck (2008-2009) : Dr Jill Roberts (saison 2)
  - Dark Blue : Unité infiltrée (2010) : Maria (saison 2, épisodes 1 à 3)

- Megan Mullally dans :
  - Parks and Recreation (2009-2015) : Tammy Swanson II (9 épisodes)
  - Life in Pieces (2016) : Mary-Lynn (saison 2, épisode 1)

- Andrea Barber dans :
  - La Fête à la maison : 20 Ans après (2016-2020) : Kimmy Gibler (Andrea Barber) (75 épisodes)
  - Lay Lay dans la place (depuis 2021) : la principale Willingham

- Alison Wright dans :
  - Feud (2017) : Pauline Jameson (mini-série)
  - Snowpiercer (depuis 2020) : Ruth Wardell (30 épisodes - en cours)

- 1997 : L'Odyssée : Circé (Bernadette Peters) (mini-série)
- 1998-2004 : That '70s Show : Laurie Foreman (Lisa Robin Kelly puis Christina Moore)
- 1999-2006 : À la Maison-Blanche : Donna Moss (Janel Moloney)
- depuis 2000 : Les Feux de l'amour : Christine « Cricket » Blair (Lauralee Bell) (2e voix)
- 2002-2009 : Monk : Sharona Fleming (Bitty Schram)
- 2003 : Preuve à l'appui : Maddy Whitford (Julia Campbell) (saison 2, épisode 18)
- 2004-2005 : Les Frères Scott : Julia/Emily Chambers (Maria Menounos)
- 2006 : Desperate Housewives : Nora Huntington (Kiersten Warren)
- 2007-2015 : Mad Men : Trudy Campbell (Alison Brie)
- 2009 : Three Rivers : Rebecca (Kari Coleman) (épisode 5)
- 2017-2022 : Better Call Saul : Francesca Liddy (Tina Parker) (14 épisodes)
- 2017-2023 : Workin' Moms : Val Szalinsky (Sarah McVie) (58 épisodes)
- 2018 : Meurtres à Sandhamn : Dinna (Hanna Alström)
- 2019 : Jessica Jones : l'inspecteur Imada (Tina Chilip)
- 2019 : Looking for Alaska : Judy (Joy Jacobson) (mini-série)
- 2019-2022 : Gentleman Jack : Mary Snowden (Lucy Black)
- depuis 2019 : Good Trouble : Alice Kwan (Sherry Cola)
- 2021 : Stargirl : Mlle Woods (Deborah Bowman)
- depuis 2021 : Profession : reporter : Val Jennings (Maude Davey)
- 2022 : That Dirty Black Bag (en) : Isabelle (Alexia Murray) (saison 1, épisode 4)
- 2022 : The Fabulous (en) : ? ( ? )
- 2022 : Baby Fever : Christina (Ida Cæcilie Rasmussen)
- 2022 : Vampire Academy : Diane (Amanda Drew)
- 2022-2023 : How I Met Your Father : Ellen (Tien Tran) (30 épisodes)
- 2023 : The Changeling (en) : Sheryl (Karen Giordano)
- 2023 : Monarch: Legacy of Monsters : ? (?)
- 2024 : Dans cette vie ou une autre (es) : la procureure générale Sanchez [Qui ?] (mini-série)
- 2025 : Chronique arctique : Neevee (Maika Harper (en))

#### Séries d'animation
- 1983-1984[7] : Ninja Boy : Agnès
- 1994-1995 : Profession : critique : Margo Sherman
- 1994-1996 : Animaniacs : la mère de Katie Baboom (épisodes 35, 68, 69 et 81), Sacha (épisode 67[5])
- 1997 : Le Prince d'Atlantis[8] : Oya
- 1999-2000 : Les Mille et Une Prouesses de Pépin Troispommes : Amandine (création de voix)
- 2001 : Momie au pair[5] : voix additionnelles
- 2004 : Les Nouvelles Aventures de Blinky Bill : Nutsy
- 2005 : Angel Heart : Reiko
- 2015-2020 : Zip Zip : Mme Livingstone
- depuis 2015 : Alvin et les Chipmunks : Jeanette Miller
- 2020[9]-2023 : By the Grace of the Gods : Glisselia[10]
- 2023 : Tomo-chan est une fille ! : la mère de Carol
- 2023 : Comment j'ai survécu au Manoir Wynknight : voix additionnelles
- 2023 : Mashle : voix additionnelles

### Jeux vidéo
- 2003 : Beyond Good and Evil : Meï
- 2005 : Kingdom Hearts 2 : Paine
- 2011 : Dragon Age 2 : voix additionnelles
- 2019 : Rage 2 : voix additionnelles

### Direction artistique

#### Séries télévisées
- 2023 : How I Met Your Father (saison 2, épisode 5 - avec Stéphane Marais)